# Gourdou-Leseurre
Établissements Gourdou-Leseurre — ныне не существующая французская авиастроительная компания.

## История
Компанию основал в 1921 году инженер Жан Адольф Лезёр (фр.) и его родственник Шарль Эдуард Пьер Гурду, ещё в 1917 году представлявшие прототип своего истребителя «Type A» французским ВВС. Первоначально компания занималась лицензионным производством военных самолётов, например, Breguet 14, пока не перешла к выпуску авиатехники собственной разработки.
Конструктивно большая часть «сухопутной» техники компании представляла собой одномоторные истребители с крылом «парасоль» (крайне редко — высокопланы), а «морская техника» — также одномоторные поплавковые низкопланы.
В период с 1925 по 1928 год компания входила в совместное предприятие с авиастроительным отделением верфи Ateliers et Chantiers de la Loire (ACL) «Loire» и «Loire-Nieuport»). Выпускавшиеся в то время самолёты обозначались 'Loire-Gourdou', или LGL вместо обычного «GL».
В результате возникших между основателями компании в 1930-х годах сильных разногласий в 1934 году компания «Gourdou-Leseurre» была закрыта.

## Продукция фирмы

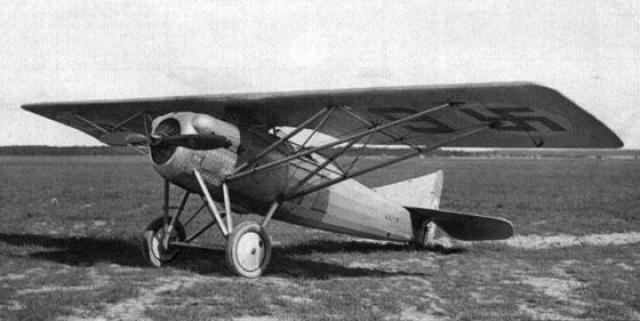
Gourdou-Leseurre GL.22 финских ВВС, 1944.

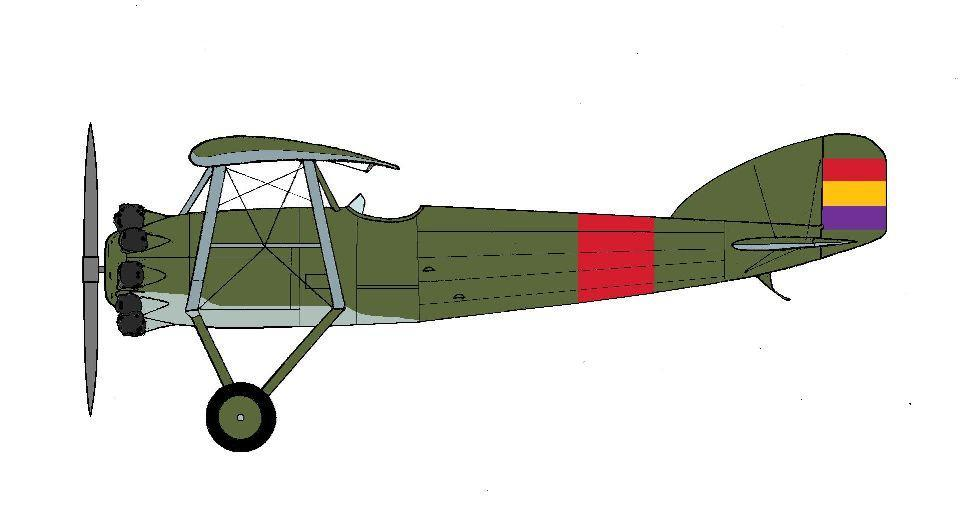
GL.32 в цветах ВВС республиканской Испании

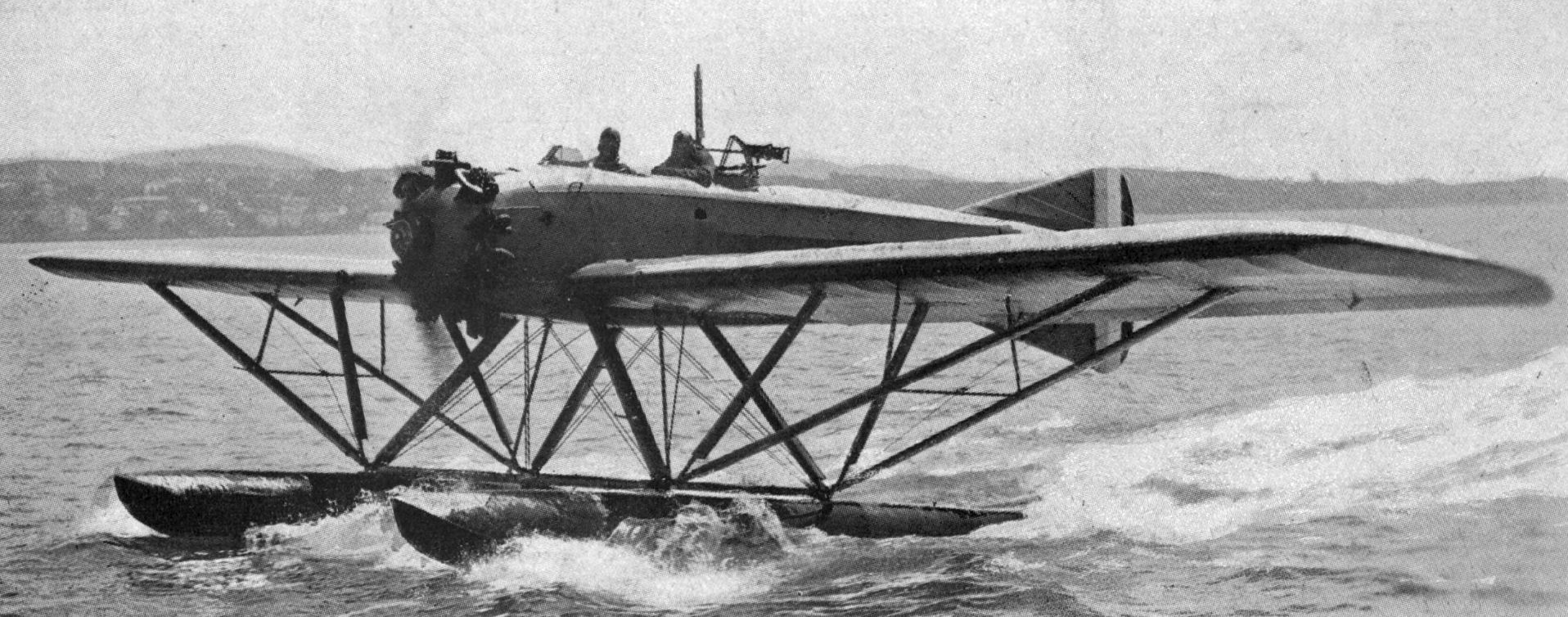
GL.810

- Gourdou-Leseurre Type A/GL.1. 1 прототип;
- Gourdou-Leseurre GL.2/GL.21/GL.22/GL.23/GL.24/B6/B7 истребители, поставлявшиеся ВВС (и морской авиации) Франции, Финляндии, Чехословакии, Эстонии, также пилотажные версии.
- Gourdou-Leseurre GL.30/LGL.32/GL.40/GL.520/GL.60 (1920-38) истребители, поставлявшиеся ВВС Франции, Румынии, Турции и республиканской Испании, всего более 500 экземпляров; также гоночные и рекордные самолёты.
- Gourdou-Leseurre GL-50/51 (1921), 2 прототипа дневного и ночного двухместных истребителей.
- Gourdou-Leseurre GL.810 HY /L3/811/812/813 (1930-34) лёгкий корабельный катапультный разведчик с двигателем Gnome-Rhône 9Ady, всего около 90 экземпляров
- Gourdou-Leseurre GL-820 HY/821 HY/821 HY 02 (1935-37) прототипы поплавковых разведчиков и торпедоносца;
- Gourdou-Leseurre GL-832 HY/830/831 (1931-34) 2 прототипа и 22 серийных корабельных разведчика.